# The Chipmunk Adventure
The Chipmunk Adventure (titulada La vuelta al mundo de Alvin y las ardillas en España y Alvin y las ardillas alrededor del mundo en Hispanoamérica) es una película estadounidense animada de 1987, protagonizada por los personajes de Alvin y las Ardillas.
La película fue distribuida por la entonces debutante Samuel Goldwyn Company en Estados Unidos, donde se estrenó en los cines el 22 de mayo de 1987. El film resultó ser un fracaso, ganando solo $ 2 584 720 en su primer fin de semana, pero con el tiempo se convirtió en un clásico de los VHS.

## Argumento
Las 3 Ardillas, Alvin, Simón y Teodoro se van al mundo en busca de aventuras. En sus viajes donde se encuentran en el camino con peligrosos adversarios y ladrones de joyas.
David Seville, padre adoptivo de Alvin, Teodoro y Simón (Las Ardillas), realiza un viaje de negocios por Europa, mientras arregla su equipaje y espera el taxi, Alvin insiste en ir con él, aunque eso no es posible, ya que se trata de un viaje de negocios. David le pide a la señorita Miller, quién cuida a Brittany, Jeanette y Eleanor (Las Arditas), que se encargue de atender a sus hijos adoptivos.
Las Ardillas van a jugar videojuegos con las Arditas, el juego "Viaje alrededor del mundo" mismo que gana Brittany, Alvin molesto argumenta que no puede vencerlo si el viaje fuera real, mientras los contrabandistas de diamantes Klaus y Claudia Vorstein planean un millonario negocio buscando opciones para no ser descubiertos, al escuchar el alboroto de los niños, se acercan y les proponen realizar una carrera alrededor del mundo con un premio de 100 000 dólares al ganador, de inmediato tanto Alvin como Brittany aceptan.
Alvin y Teodoro graban una conversación con David, editando la cinta para engañar a la señorita Miller, haciendo creer que David les pide que los alcance en el aeropuerto. Posteriormente, se trasladan a la mansión Vorstein, donde a bordo de unos globos, empiezan el viaje, debiendo intercambiar unos muñecos con imagen de ellos mismos por los del equipo contrario para marcar su recorrido (en realidad en el interior de los muñecos hay diamantes).
Así ambos equipos empiezan un largo viaje alrededor del mundo, tomando dos rutas diferentes, las Ardillas tienen su primera misión en la Ciudad de México, llegando justo al inicio de la fiesta anual interpretando el tema "Ay Ay cómo le Gusta", y posteriormente pasarían por Machu Picchu, Río de Janeiro, África, Israel y Venecia; mientras, las Arditas recorrerían las Islas Bermudas (donde Brittany casi es devorada por un tiburón), Holanda, Suiza, Londres, Roma, París, Moscú y Berlín.
Más adelante, ambos grupos coinciden en Atenas donde accidentalmente se encuentran con David, aunque sin haberse dado cuenta. En esta parte de la historia ambos grupos interpretan la canción "Chicos y chicas del Rock and Roll". Después de esto, el grupo de las Ardillas va rumbo a Estambul, mientras las Arditas a El Cairo.
Una vez llegando a El Cairo, el grupo de las Arditas es raptado y llevado a la presencia de un niño príncipe, quien de inmediato se enamora de Brittany y ordena una ceremonia al día siguiente, como prueba de amor, le manda un regalo, un Pingüino bebé. Las Arditas tratan de escapar con los muñecos, pero deben enfrentarse a unas cobras venenosas, aunque logran dominarlas al interpretar la canción "Tengan Suerte". Así logran escapar llevando Eleanor consigo al pequeño pingüino en una hielera. Posteriormente se dirigen a la Antártida para regresar al pingüino con su familia, interpretan el tema "Mi Madre" uno de los mejores temas de la película. Pero las Arditas son atacadas por los secuaces de Claudia, logrando escapar, accidentalmente uno de los muñecos se rompe y revela su contenido de diamantes, después abren otro de los muñecos intercambiados y descubren que está lleno de dólares, así descubren el verdadero juego de contrabando en el que están involucrados los dos grupos.
Alvin y sus hermanos mientras tanto, acampan en una selva en Fiji, sin embargo, Teodoro es raptado por un grupo de nativos creyendo que se trata del "Príncipe de la Plenitud", Alvin y Simón buscan a su hermano y también son raptados como sirvientes, después obligados a buscar champiñones, y accidentalmente descubren por medio de ideogramas que Teodoro será sacrificado por los nativos como alimento para cocodrilos, al tratar de impedirlo, los 3 hermanos sufrirán el mismo destino, son atados a unos barrotes y sujetados por unas sogas que se irán quemando hasta que caigan donde están los cocodrilos, en esta parte interpretan "Hully Bully".
Justo a tiempo, las Arditas rescatan a las Ardillas para dirigirse al aeropuerto de Los Ángeles donde Klaus y Claudia Vorstein los esperan, pero los niños al descubrir el juego sucio se niegan a entregar los muñecos, ante la negativa, los Vorstein raptan a los niños, Alvin pierde su gorra, que es encontrada por David, que arribó al mismo aeropuerto y escucha a Alvin gritando por su ayuda. Así inicia una persecución junto con el 
Inspector Jamal quien está detrás de los Vorstein, escuchándose el tema "Muñecas de Diamante" en la secuencia. Finalmente, gracias a un cruce accidental con la señorita Miller, el inspector Jamal logra capturar a los Vorstein, mientras que David, la Señorita Miller y los niños regresan a su casa, no sin antes escuchar los reclamos de Alvin por el dinero prometido. La película finaliza con el grito ¡ALVIN! de David.

## Doblaje

### Reparto
| Personaje        | Actor de doblaje  | Doblaje - México (Doblaje Original) | Doblaje - España          |
| ---------------- | ----------------- | ----------------------------------- | ------------------------- |
| David Seville    | Ross Bagdasarian  | Rubén Trujillo                      | Fernando de Luis          |
| Alvin Seville    | Ross Bagdasarian  | María Fernanda Morales              | Rafael Alonso Naranjo Jr. |
| Simon Seville    | Ross Bagdasarian  | Javier Rivero                       | Eduardo Gutiérrez         |
| Theodore Seville | Janice Karman     | Alfonso Obregón Inclán              | José Luis Gil             |
| Brittany         | Janice Karman     | Rebeca Manríquez                    | Ángela González           |
| Jeanette         | Janice Karman     | Diana Santos                        | Marta García              |
| Eleanor          | Janice Karman     | Rebeca Patiño                       | María Antonia Rodríguez   |
| Annick           | Judith Barsi      | Laura Bustamante                    | Inés Moraleda             |
| Claudia          | Susan Tyrrell     | Liza Willert                        | Mari Luz Olier            |
| Klaus            | Anthony De Longis | Humberto Vélez                      | Juan Antonio Gálvez       |
| Señorita Miller  | Dody Goodman      | Carmen Donna-Dío                    | María Romero              |
| Príncipe Árabe   | Nancy Cartwright  | Luis Alfonso Mendoza                | Marisa Marco              |
| Hombre de Arabia | ¿?                | Martín Soto                         | David García Vázquez      |
| Inspector Jamal  | Ken Sansom        | Carlos Becerril                     | Claudio Rodríguez         |
| Mayordomo        | ¿?                | Gabriel Pingarrón                   | Salvador Aldeguer         |

### Reparto (México - segundo redoblaje)
| Personaje        | Actor de voz original | Actor de doblaje     |
| ---------------- | --------------------- | -------------------- |
| Alvin            | Ross Bagdasarian      | Ricardo Mendoza      |
| Simón            | Ross Bagdasarian      | Rubén Cerda          |
| Teodoro          | Janice Karman         | Luis Alfonso Mendoza |
| Brittany         | Janice Karman         | Laura Ayala          |
| Jeanette         | Janice Karman         | Maggie Vera          |
| Eleanor          | Janice Karman         | Isabel Martiñón      |
| David            | Ross Bagdasarian      | Ricardo Mendoza      |
| Claudia          | Susan Tyrrell         | Yolanda Vidal        |
| Klaus            | Anthony De Longis     | Ricardo Hill         |
| Señorita Miller  | Dody Goodman          | Patricia Quintero    |
| Príncipe Árabe   | Nancy Cartwright      | Isabel Martiñon      |
| Hombre de Arabia | ¿?                    | Victor Hugo Aguilar  |
| Inspector Jamal  | Ken Sansom            | Gustavo Melgarejo    |
| Mayordomo        | ¿?                    | Roberto Mendiola     |

## Canciones
| Pista | Título                                                                  | Intérprete                                           |
| ----- | ----------------------------------------------------------------------- | ---------------------------------------------------- |
| 1     | "Tema las Aventuras de las Ardillas"                                    | Real Orquesta Filarmónica de Londres                 |
| 2     | "I, Yi, Yi, Yi, Yi (Ay Cuanto le Gusta)                                 | Las Ardillas                                         |
| 3     | "Fuera de este Mundo"                                                   | Las Ardillas y Las Arditas                           |
| 4     | "Fin de semana en Francia, Italia , Inglaterra , Ámsterdam , Grecia..." | David Seville                                        |
| 5     | "Los Chicos y Chicas del Rock and Roll"                                 | Las Ardillas y Las Arditas                           |
| 6     | "Volando con las Águilas"                                               | Las Ardillas y las Arditas                           |
| 7     | "Tengan Suerte"                                                         | Las Arditas                                          |
| 8     | "Celebración Mexicana"                                                  | Las Ardillas (oído instrumentalmente en la película) |
| 9     | "Mi madre"                                                              | Las Arditas                                          |
| 10    | "Hully Bully"                                                           | Las Ardillas                                         |
| 11    | "Muñecas de Diamante"                                                   | Las Arditas                                          |